# ピエール・ド・リュクサンブール (枢機卿)
ピエール・ド・リュクサンブール（Pierre de Luxembourg, 1369年7月20日 - 1387年7月2日）は、フランス・カトリック教会の高位聖職者。メス司教、枢機卿。1527年に福者に列せられた。

## 生涯
リニー伯ギーとその妻のサン＝ポル女伯マオー・ド・シャティヨンの間の息子として生まれた。幼い頃に両親を亡くし、叔母の手で育てられた。1377年よりパリ大学コレージュ・ド・ナヴァールで学び、1378年にノートルダム・ド・パリ大聖堂の大聖堂参事会員、1381年にノートルダム・ド・シャルトル大聖堂の大聖堂参事会員に名を連ねた。翌1382年にカンブレー司教区の助祭長に叙階された。
1384年、メス司教職が空席となった。新司教の選出は、フランス王の擁する対立教皇クレメンス7世と神聖ローマ皇帝の支持を受ける教皇ウルバヌス6世の間の教会大分裂が起きていたため、紛糾した。対立教皇クレメンス7世は1384年2月10日、わずか15歳のピエールをメス司教に叙階した。これに対抗して、ほぼ同時期に教皇ウルバヌス6世はティルマン・フス・フォン・バッテンブルク（Tilmann Vuss von Bettemburg）をメス司教に任命した。
フランス王シャルル6世の摂政の一人ベリー公ジャンの求めを受け、対立教皇クレメンス7世は1384年4月15日にピエールを助祭枢機卿に任命した。サン・ジョルジョ・イン・ヴェラブロ教会がピエールの名義聖堂とされた。ピエールは若かったにもかかわらず、非常に聖者らしく禁欲的な生活ぶりで有名だったと言われる。ピエールは1387年、アヴィニョン教皇庁に仕えていた時、18歳の誕生日を迎える直前に死去した。本人の遺志に従い、遺体は貧者のための共同墓地に葬られた。しかし後にピエールの棺に関する奇跡が報告されると、弟のブリエンヌ伯ジャンは別に教会を建ててピエールの遺体をそちらに移した。
ピエールの列福に関する提議は1431年に始まったバーゼル公会議に初めて行われたが、結論に達しなかった。1527年、教皇クレメンス7世はピエールを列福した。1629年、教皇ウルバヌス8世は彼の福者としての記念日を7月5日に定めた。
ヴィルヌーヴ＝レザヴィニョンには、ピエールの名前を冠したピエール・ド・リュクサンブール美術館が存在する。